# Happy Hairston

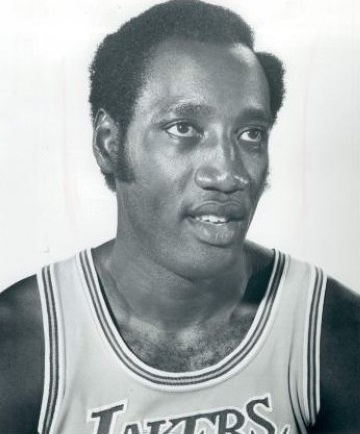
Happy Hairston (1974)

Happy Hairston é um ex-jogador de basquete norte-americano que foi campeão da Temporada da NBA de 1971-72 jogando pelo Los Angeles Lakers.
1. ↑  «Happy Hairston | Forward | Los Angeles Lakers | NBA.com». www.nba.com (em inglês). Consultado em 12 de janeiro de 2025